# Vůz Bmz245, 241 ČD
Vozy Bmz245 a Bmz241, obě řady číslovány v intervalu 73 54 21-91, jsou řadami oddílových osobních vozů druhé třídy z vozového parku Českých drah. Všech 26 vozů Bmz245 vyrobila v letech v letech 1999 a 2000 společnost MSV Studénka dle dokumentace dodané společností SGP Siemens. Všech 15 vozů Bmz241 vyrobila v letech 2006 pražská pobočka Siemensu SKV Praha.

## Vznik řady
V roce 1995 si České dráhy objednaly od firmy SGP Siemens sérii 45 vozů pro vlaky vyšších kategorií. Součástí dodávky bylo devět vozů první třídy Ampz146, 26 vozů druhé třídy Bmz245 a deset restauračních vozů WRmz815. Jako první byly vyrobeny v roce 1997 vozy WRmz815, v letech 1998–1999 je následovaly vozy Ampz146 a jako poslední byly v letech 1999–2000 dodány vozy Bmz245. Skříň, brzdy a elektrickou výzbroj zhotovila MSV Studénka dle dokumentace společnosti SGP Siemens. Poté byly dovezeny zbylé díly a vozy byly, s použitím interiérových prvků vyrobených v tuzemsku, zkompletovány.
Vzhledem k narůstající potřebě vozů pro vlaky vyšších kategorií uskutečnily České dráhy v roce 2003 objednávku dalších 26 vozů, z toho 11 vozů první třídy Ampz143 a 15 vozů druhé třídy Bmz241. Výroba se opozdila, a tak byly všechny vozy dodány až v roce 2007. Všechny vozy v tomto balíku vyrobila pražská pobočka Siemensu SKV Praha sídlící na Zličíně. Celková cena této zakázky byla při tehdejším kurzu eura necelé 1,4 miliardy Kč, čili průměrně 53 milionů Kč za vůz.

## Technické informace
Jsou to čtyřnápravové tlakotěsné vozy se skříní typu UIC-Z o délce 26 400 mm. Jejich nejvyšší povolená rychlost je 200 km/h. Mají podvozky SGP 300 R/3S vhodné až pro rychlost 250 km/h. Brzdová soustava je tvořena tlakovzdušnými kotoučovými brzdami Knorr se třemi kotouči na každé nápravě. Pro nouzové brzdění z vysokých rychlostí je na vozech nainstalována elektromagnetická kolejnicová brzda.
Vozy mají dva páry jednokřídlých předsuvných nástupních dveří ovládaných tlačítky. Mezivozové přechodové dveře jsou dvoukřídlé, posuvné do stran a ovládané pomocí madel. Většina oken těchto vozů je pevných neotvíratelných, výjimku tvoří první a poslední okna na chodbičce, které jsou výklopné v horní pětině. Okna jsou opatřena termofolií. Střecha vozů má podélné prolisy.

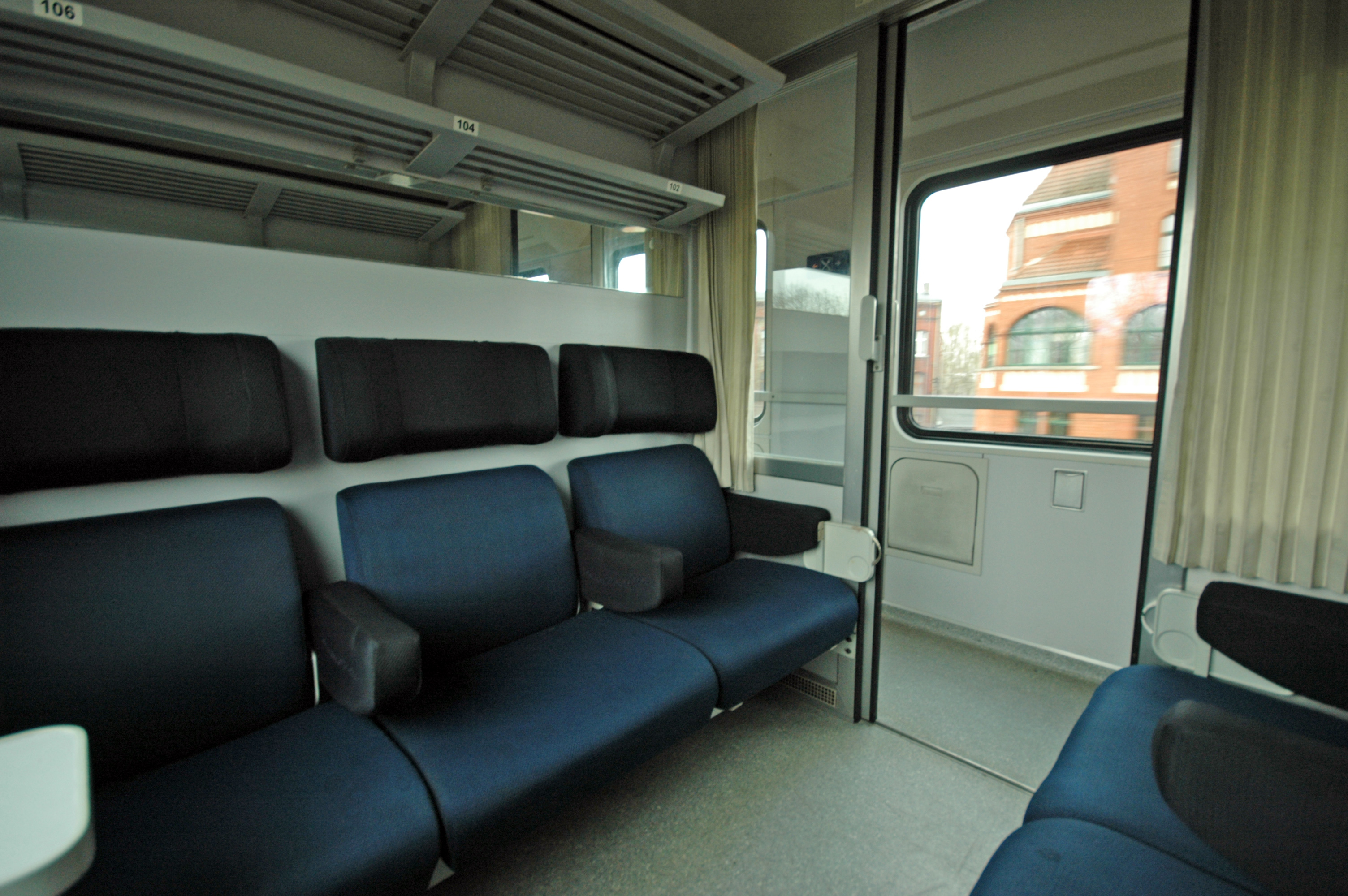
Kupé ve voze Bmz^{245}

Vozy mají 11 oddílů po šesti polohovatelných sedačkách. Na chodbičce se nachází dalších 17 sklopných sedaček. Celkem je tedy pro cestující k dispozici 83 míst k sezení. V každém oddíle se u oken nachází dva malé sklopné stolky. Na sedačkách u chodbičky jsou k dispozici výklopné stolky. Vozy Bmz241 byly již z výroby vybaveny elektrickými zásuvkami 230 V, do vozů Bmz245 byly dosazeny později. Pro informování cestujících je ve vozech nainstalováno rozhlasové zařízení.
Pro napájení elektrických spotřebičů je ve vozech nainstalován centrální zdroj energie (CZE). Teplovzdušné vytápění vozu a klimatizace umožňují při venkovních teplotách od −20 °C do +32 °C nastavit vnitřní teplotu od +20 °C do +24 °C. Vozy jsou vybaveny dvěma vakuovými WC. Klimatizace i WC byly vyrobeny vídeňskou firmou Alex Friedmann. Čela vozů jsou připravena na montáž tlakotěsných návalků SIG.
Původní nátěr vozů byl pod okny bílý, přes okna červený a střecha je šedá. Všechny vozy byly již přelakovány do modro-bílého korporátního schématu Českých drah od studia Najbrt.

## Modernizace

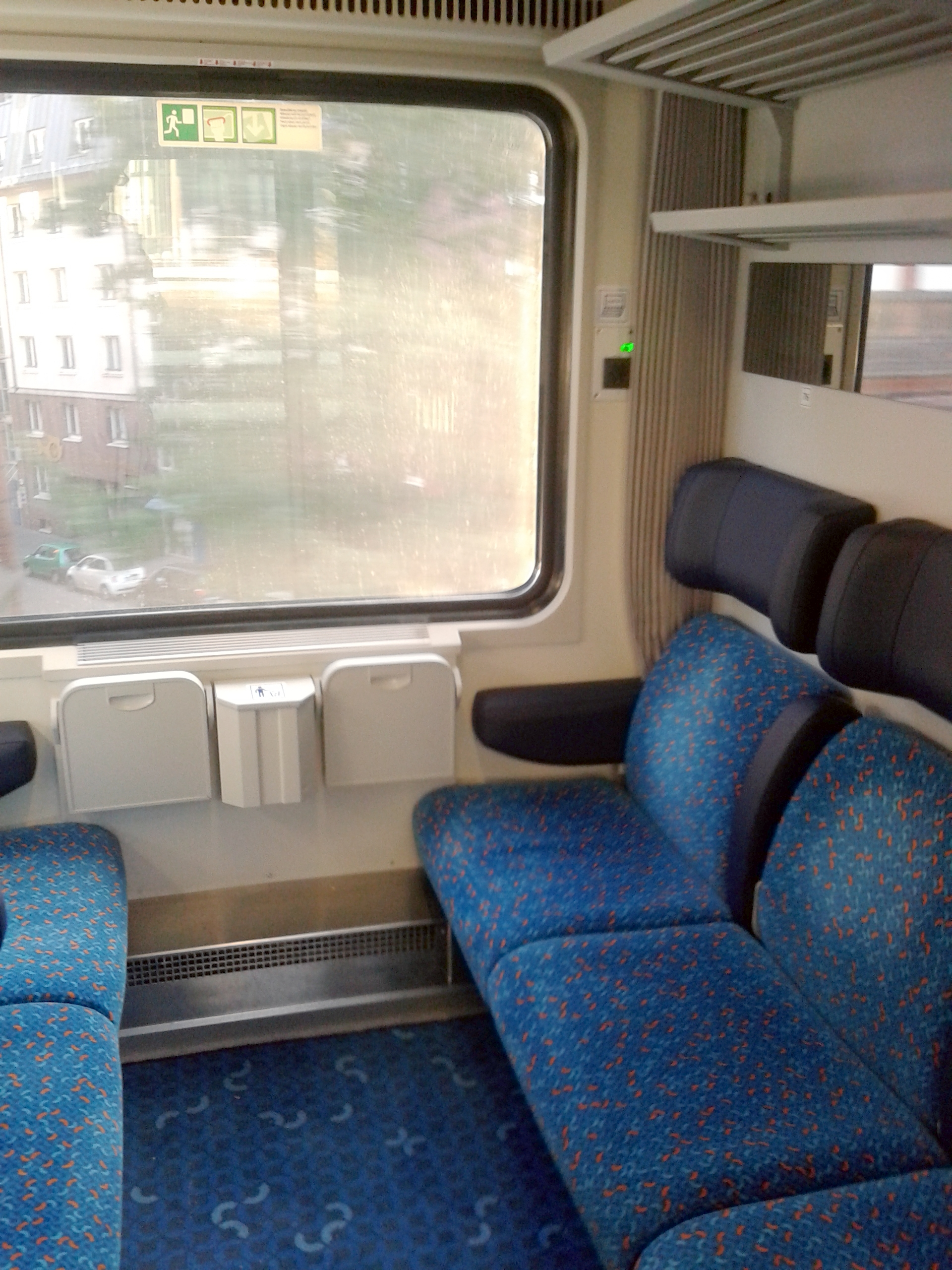
Kupé ve voze Bmz^{245} (2016)

V roce 2011 prošly vozy Bmz245 revitalizací interiéru, při které byly dosazeny zásuvky 230 V.
V roce 2014 České dráhy oznámily plány na modernizaci tří vozů Ampz143, devíti vozů Ampz146, 15 vozů Bmz241, 21 vozů Bmz245 a desíti vozů WRmz815 s opcí na modernizaci zbylých osmi vozů Ampz146. Modernizace se týkala převážně přečalounění sedaček, dosazení koberců, a to včetně vozů druhé třídy, revitalizaci WC, menší úpravy klimatizace, dosazení vnějšího a vnitřního elektronického informačního a rezervačního systému a dosazení přístupových bodů systému Wi-Fi. U všech vozů Ampz146, Bmz245 a sedmi vozů WRmz815 byl navíc vyměněn centrální zdroj energie (CZE). Kromě toho vozy prošly ještě běžnou vyvazovací opravou. Celková cena zakázky byla 498 milionů Kč. Modernizace měla být hotova do 17 měsíců od podpisu smlouvy.

## Provoz
První jízda těchto vozů s cestujícími poprvé proběhla na jaře 2000.[zdroj?]
Vozy bývají nejčastěji nasazovány na vlaky EuroCity na trase Praha – Berlín – Hamburk, zajíždějí i do Bratislavy na vlacích EC 282/3 "Slovenská strela".[zdroj?]